# Canon EOS-1D X
Canon EOS-1D X je profesionální 19.3 megapixelová full-frame digitální zrcadlovka vyráběná Japonskou společností Canon. Na trh byla uvedena 18. října 2011 a je následovníkem předešlého modelu Canon EOS-1D Mark III. Do prodeje přišla v březnu 2012 za cenu 6799 amerických dolarů bez objektivu. Na základě hodnocení společností DxO Labs má 1D X nejvyšší výkon ze všech fotoaparátů Canon.
V lednu 2014 výrobce vydal nový firmware s označením 2.0.3., který opravil mnoho chyb a rozšířil možnosti uživatele. Navýšena byla rychlost závěrky na hodnotu 1/8000 s a byla přidána nová funkce pro úpravu ostřících bodů při změně orientace fotoaparátu. Opravené bylo i vyvažování bílé při práci se samospouští.

## Příslušenství
Originální balení výrobku podle oficiální stránky výrobce obsahuje:
- Tělo fotoaparátu EOS-1D X Digital SLR
- Dioptrickou korekci Eyecup Eg
- Akumulátor LP-E4N
- Síťový adaptér LC-E4N
- Popruh Wide Neck Strap L7
- Chránič na kabel
- Kabel Stereo AV AVC-DC400ST
- Kabel USB IFC-200U

## Vlastnosti
Canon EOS-1D X nahrává video v rozlišení Full-HD (1920 × 1080 pixelů) s rychlostí 24, 25 a 30 snímků za sekundu, v rozlišení 720p (1280 × 720 pixelů) s rychlostí 50 a 60 fps, nebo v SDTV (640 × 480 pixelů) s rychlostí 25 nebo 30 fps. Na video je však více orientovaná Canon EOS-1D C, kompatibilní s řadou filmových objektivů Cinema EOS. Tak jako všechny ostatní full-frame zrcadlovky, ani 1D X nemá vestavěný blesk.
V zadní části obsahuje mono mikrofon, zejména pro zaznamenávání krátkých poznámek a kvalitnější primární mikrofon v přední části.
Fotoaparát je možné ovládat na dálku pomocí bezdrátového doplňkového příslušenství Canon WFT-E6A, které komunikuje pomocí Bluetooth. Mezi doplňkové příslušenství také patří moduly GP-E1 GPS a GP-E2 GPS, které zaznamenávají polohu a směr fotografování. Kromě miniUSB portu obsahuje kamera i rychlejší síťový ethernetový port a také umožňuje obrazový přenos přes HDMI mini. Tělo 1D X je vyrobeno z hořčíkové slitiny, přičemž je odolné vůči prachu a nepříznivému počasí. Hmotnost celé zrcadlovky se oproti předchozím modelům zvýšila na 1530 gramů.

### Rozlišení
JPEG

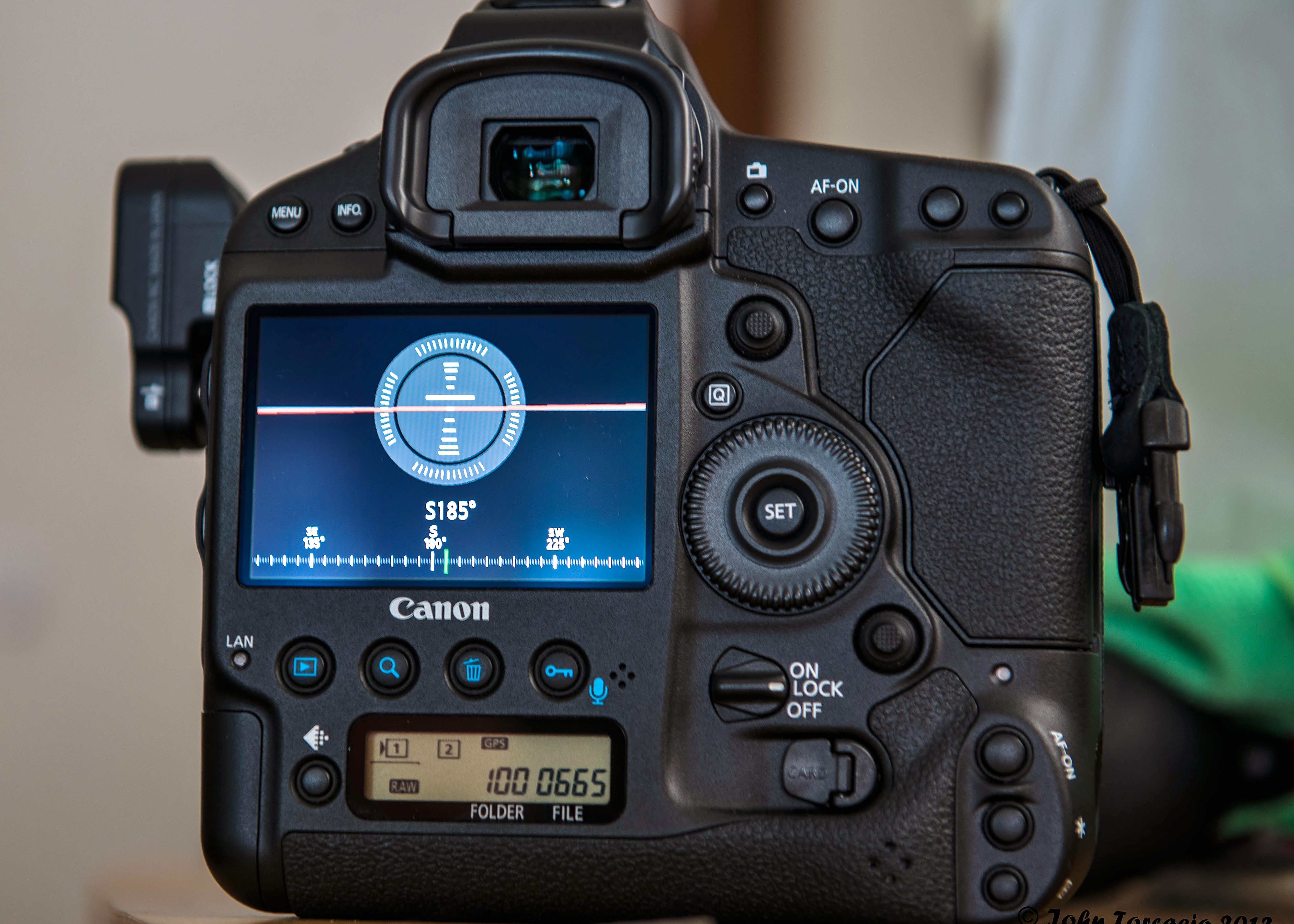
Kompas na displeji Canon EOS-1D X

- 5184 × 3456 pixelů, nativní, LARGE a CR2
- 4608 × 3072, MEDIUM 1 JPG
- 3456 × 2304, MEDIUM 2 JPG
- 2592 × 1728, SMALL JPG

RAW
- 5184 × 3456, CR2
- 2592 × 1728, S-RAW
- 3888 × 2592, M-RAW

### Vyvážení bílé
Auto, Denní světlo, Stín, Zataženo, Wolframové světlo, Bílé fluorescenční světlo, Blesk, Kelvin a 5 různých uživatelských nastavení.